# Липины (Миньский повет)
Липины (пол. Lipiny) — деревня в Польше, расположенная в Мазовецком воеводстве, в Миньском повете, в гмине Мрозы.
Расположена примерно в 13 км к юго-востоку от Мрозы, в 27 км к юго-востоку от Минска-Мазовецкого и в 64 км к востоку от Варшавы. В деревне работает Школьно-детский садовый комплекс с инклюзивным образованием для детей-инвалидов NSP Липины.

## История
Во второй половине XVI века в Гарволинском повете Черской земле Мазовецкого воеводства упоминается деревня шляхты. В 1975—1998 годах административно принадлежала к Седлецкому воеводству. С 1926 года существует добровольная пожарная часть.

## Добровольная пожарная часть в Липинах
17 марта 1926 г. Добровольческое пожарное управление в Липинах было зарегистрировано в Воеводским управлении внутренних дел. В июне 1926 года Добровольное пожарное управление на собственные средства и пожертвования местных жителей приобрело двухцилиндровое ручное гидрант, два ствола, 12 латунных шлемов, 8 топоров. В июле 1927 года дружина из Липин впервые приняли участие в районных соревнованиях в Мрозах и заняли 2 место из 8. В 1928 году, 10 октября, Добровольное пожарное управление приняло участие в районном соревновании в Минске Мазовецком и заняло 1 место из 23, получив приз в виде ручного пистолета Triumf.
В 1929 году усилиями Добровольческой пожарной части и жителей деревни была построена первая пожарная часть. Сторожевая башня использовалась для организации специальных мероприятий, культурных мероприятий, а также для хранения оборудования.
Деятельность охраны была прервана, хотя и не полностью, когда 11 сентября 1939 г. немецкие войска сожгли деревню. Одним из уцелевших зданий была сторожевая башня, ставшая убежищем для многих людей, оставшихся без крыши над головой. Несмотря на немецкую оккупацию, отряд продолжал действовать по мере возможности и в рамках установленных ограничений.
После окончания войны была отремонтирована пожарная часть и поврежденное оборудование.
В 1962 году к проекту был добавлен гараж, что позволило более широко использовать сторожевую башню в культурных и образовательных мероприятиях, а также в развлечениях. В этот период OSP был вынужден принять меры по повышению пожарной безопасности, в результате чего было построено два озера. В 1964 году установка пополнилась мотопомпой М-800 с полным комплектом оборудования и комплектом шлангов. Следующие годы были отмечены строительством новой пожарной части. После приобретения площади у Гминного кооператива в Мрозах, начались работы по строительству новой сторожевой башни. Огромные усилия и помощь жителей, пожарных, а также местных властей привели к успешному завершению строительства и официальному вводу в эксплуатацию пожарного депо 11 сентября 1983 года. Первым автомобилем в штате Добровольческой пожарной части был ŻUK, переданный из Добровольной пожарной части Лукувец. 25 октября 1994 года тогдашний мэр гмины Мрозы, а также председатель правления OSP Станислав Пароль, передали бочковоз STAR 25, ранее использовавшийся Добровольной пожарной службой в г. Гузево. 28 ноября 1998 года объединенными силами Управления добровольной пожарной охраны под руководством президента Станислава Мурацкого и главы гмины Мрозы Дариуша Ящука был приобретен автомобиль STAR 200, адаптированный для оказания помощи и спасения, которым установка пользуется по сей день.

## Население
По данным переписи населения и жилищного фонда 2011 года, население деревни составляет 320 человек.

## Галерея

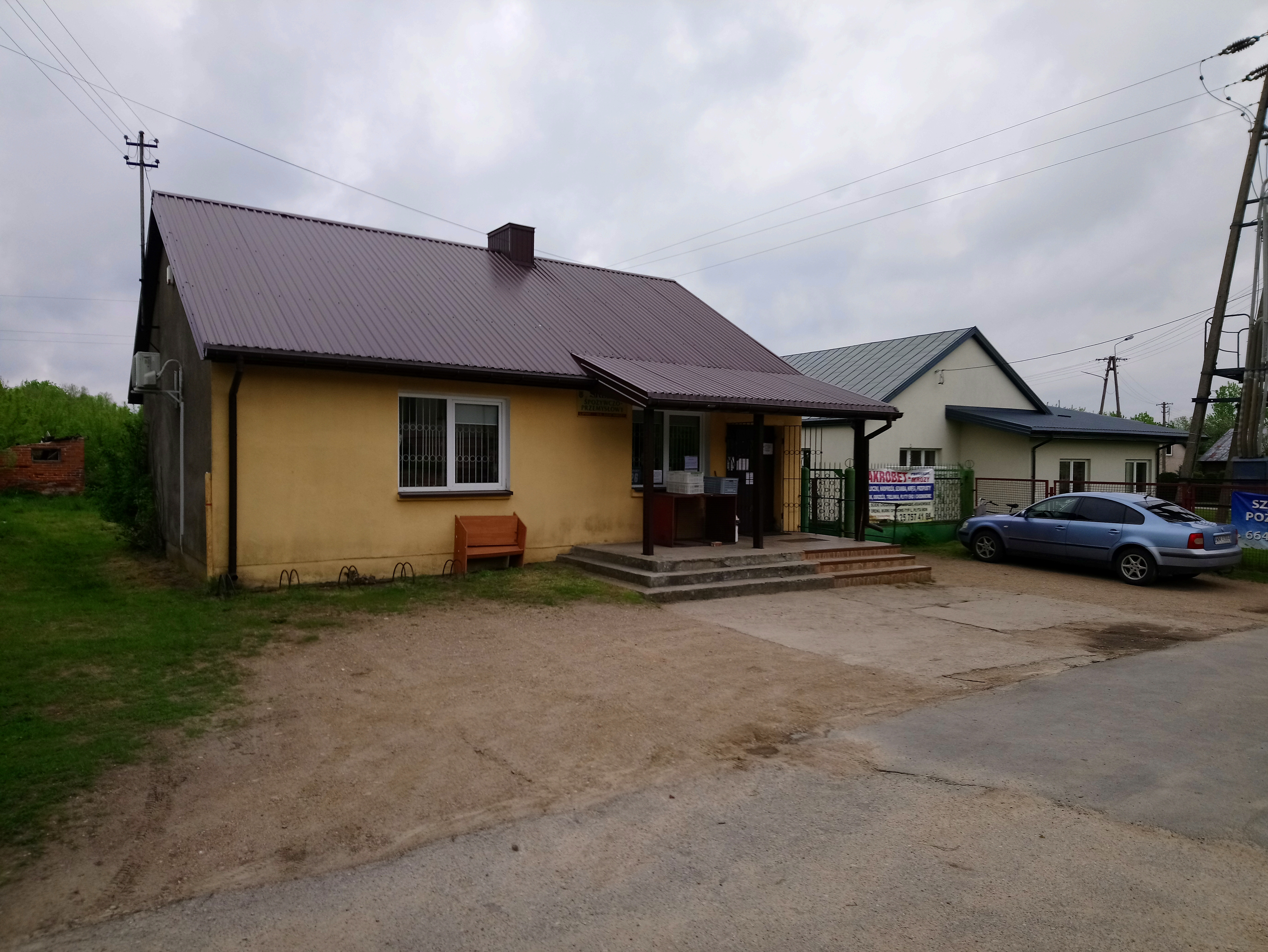
Продуктовый магазин
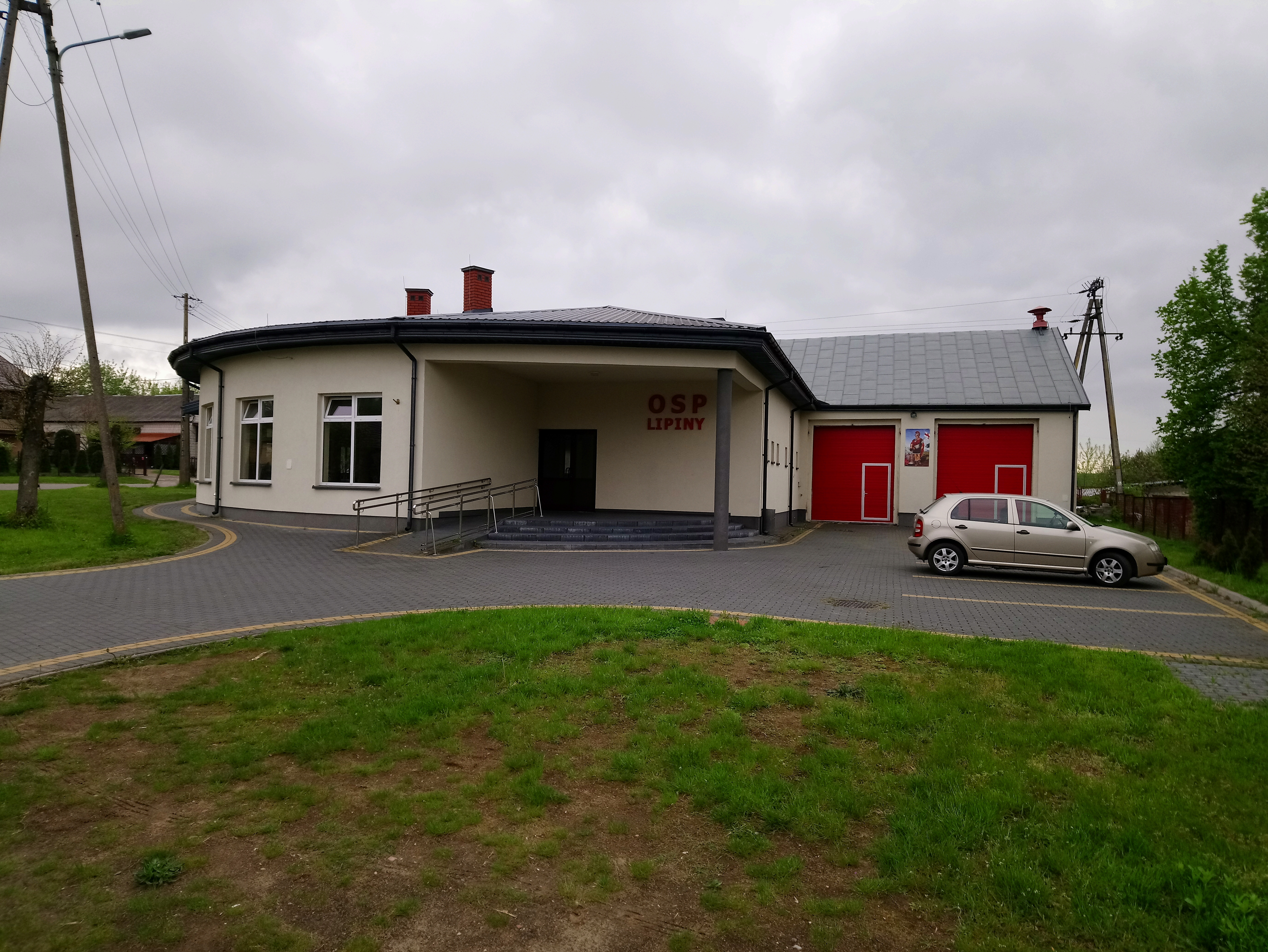
OSP Липины
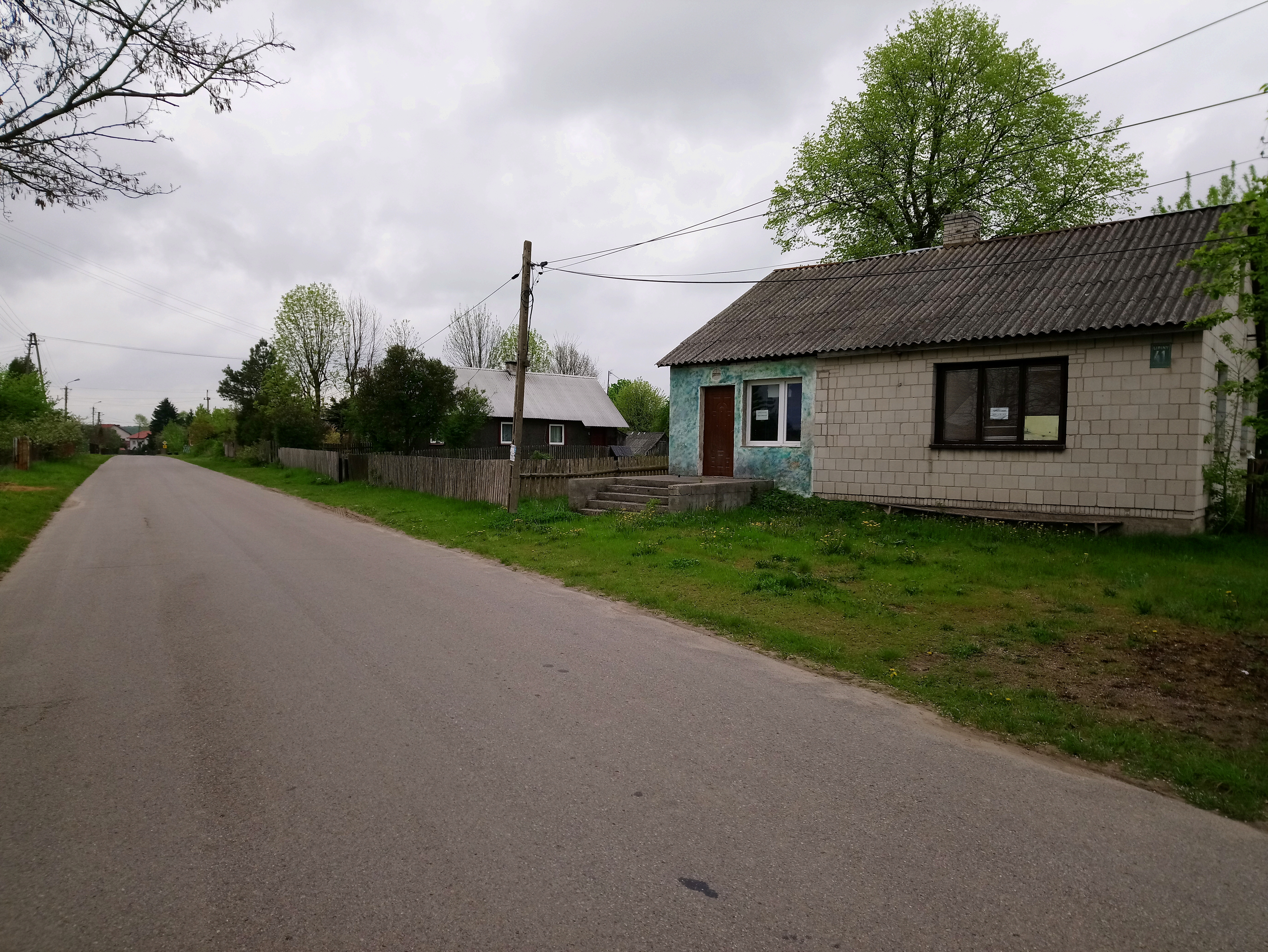
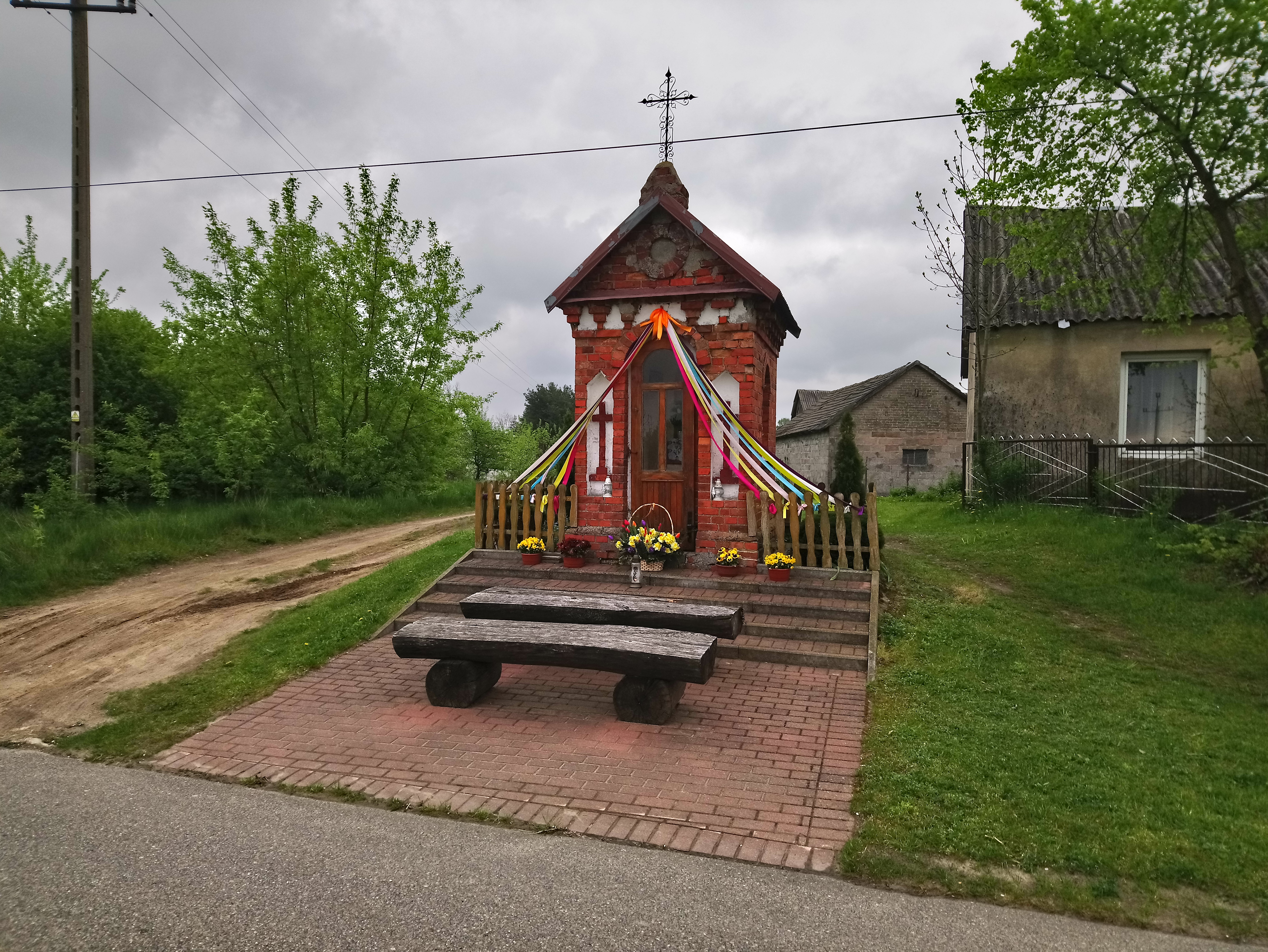
Придорожная часовенка
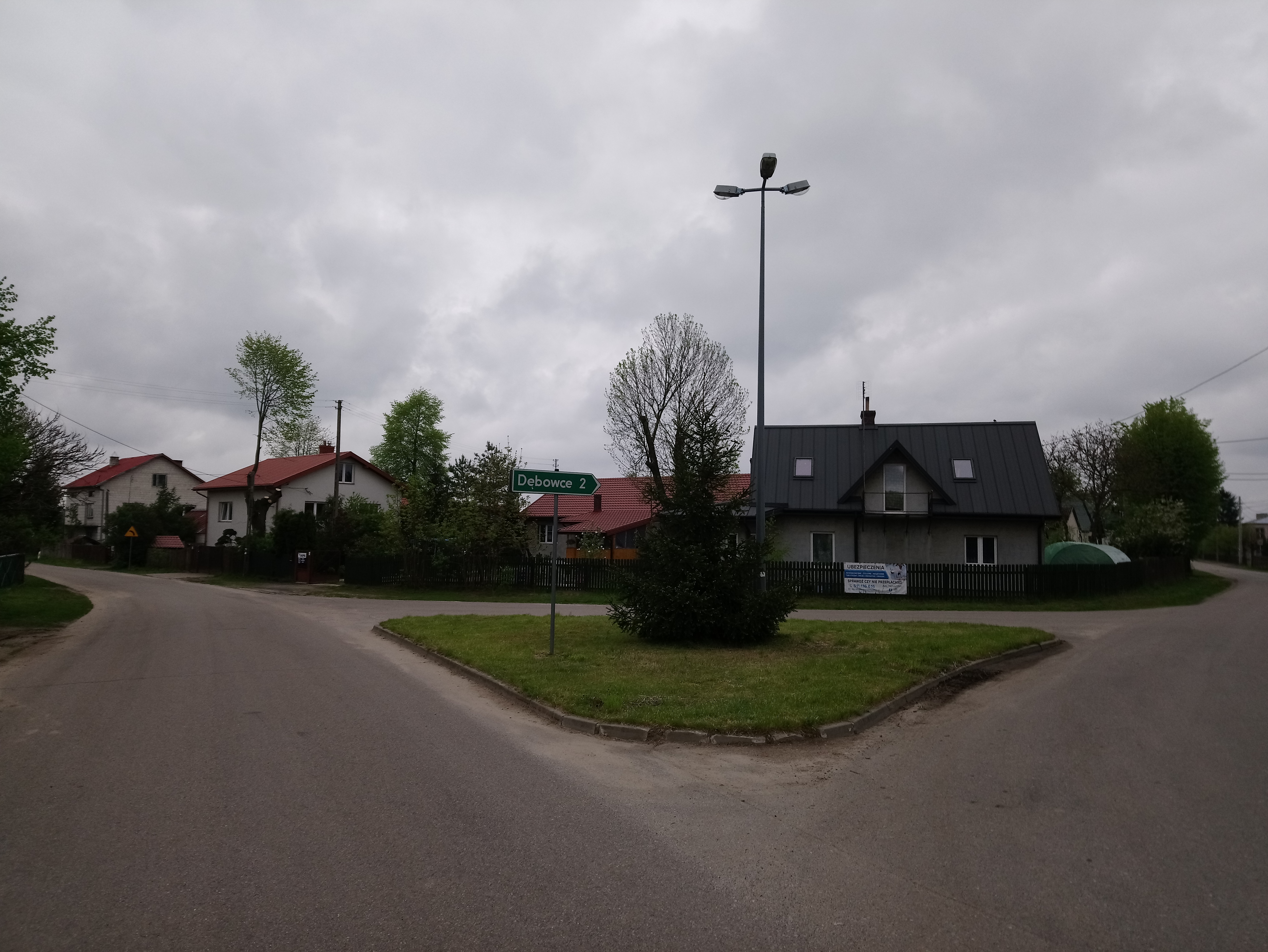
Развилка в деревне
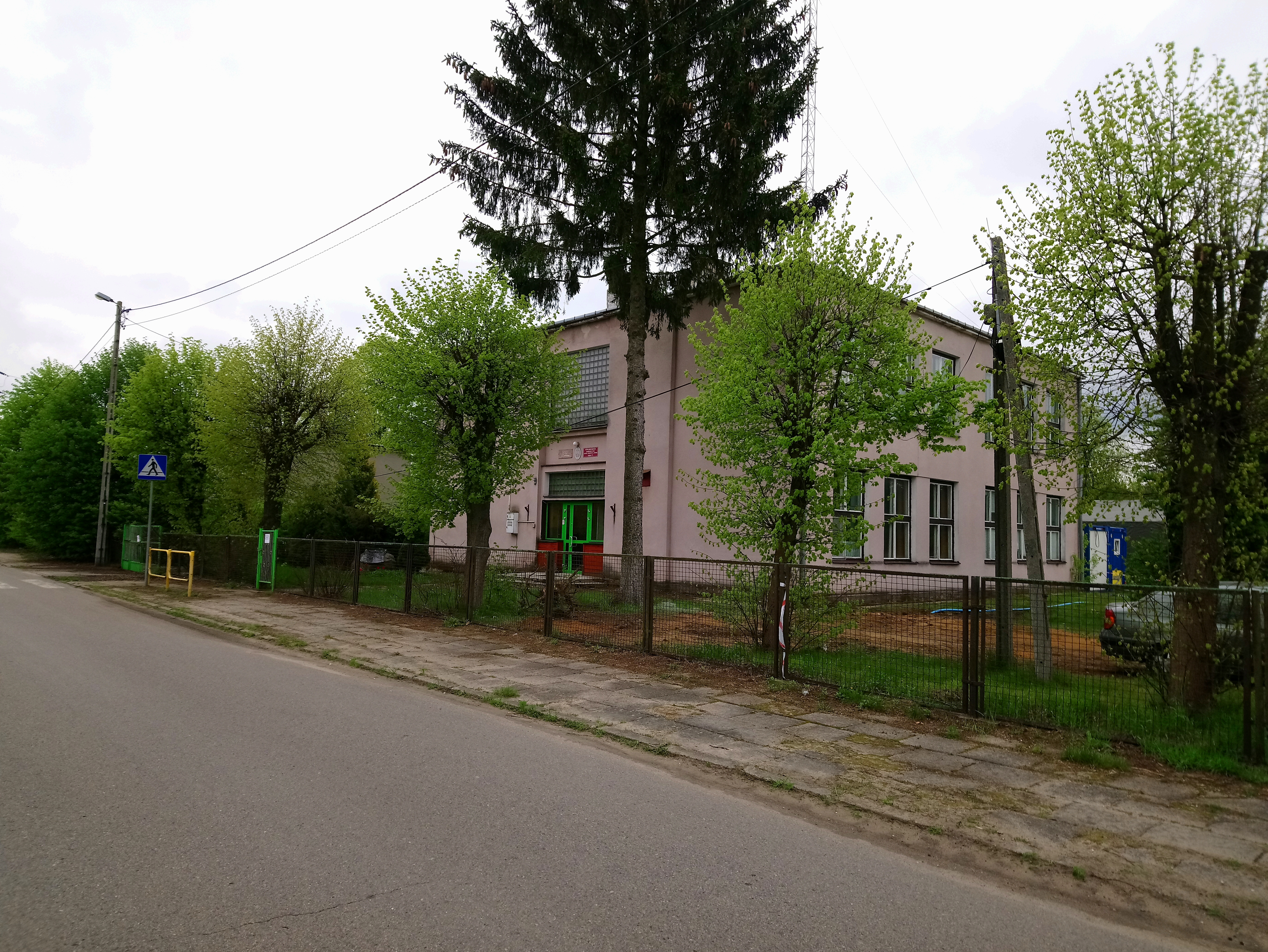
NSP Липины
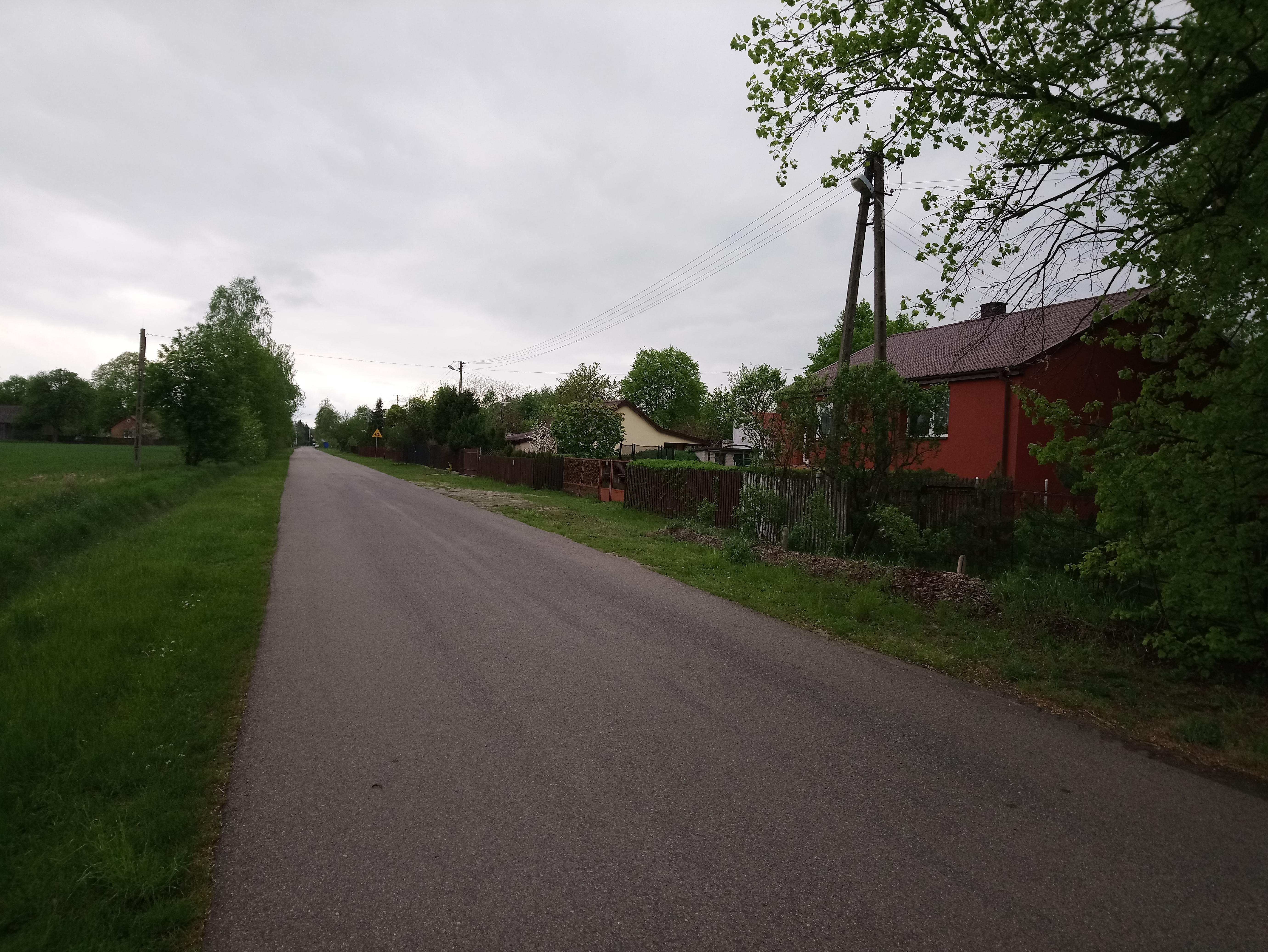
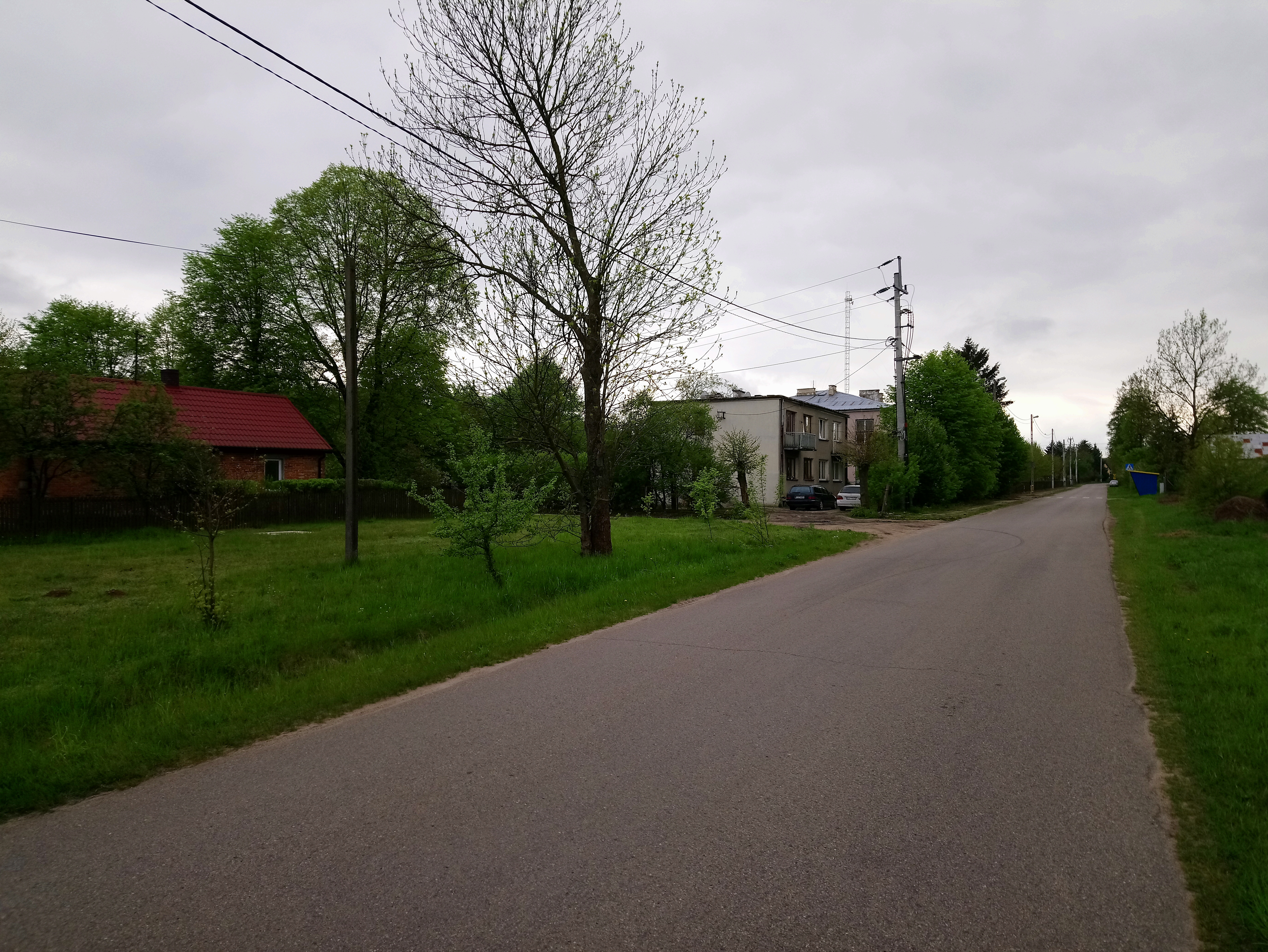
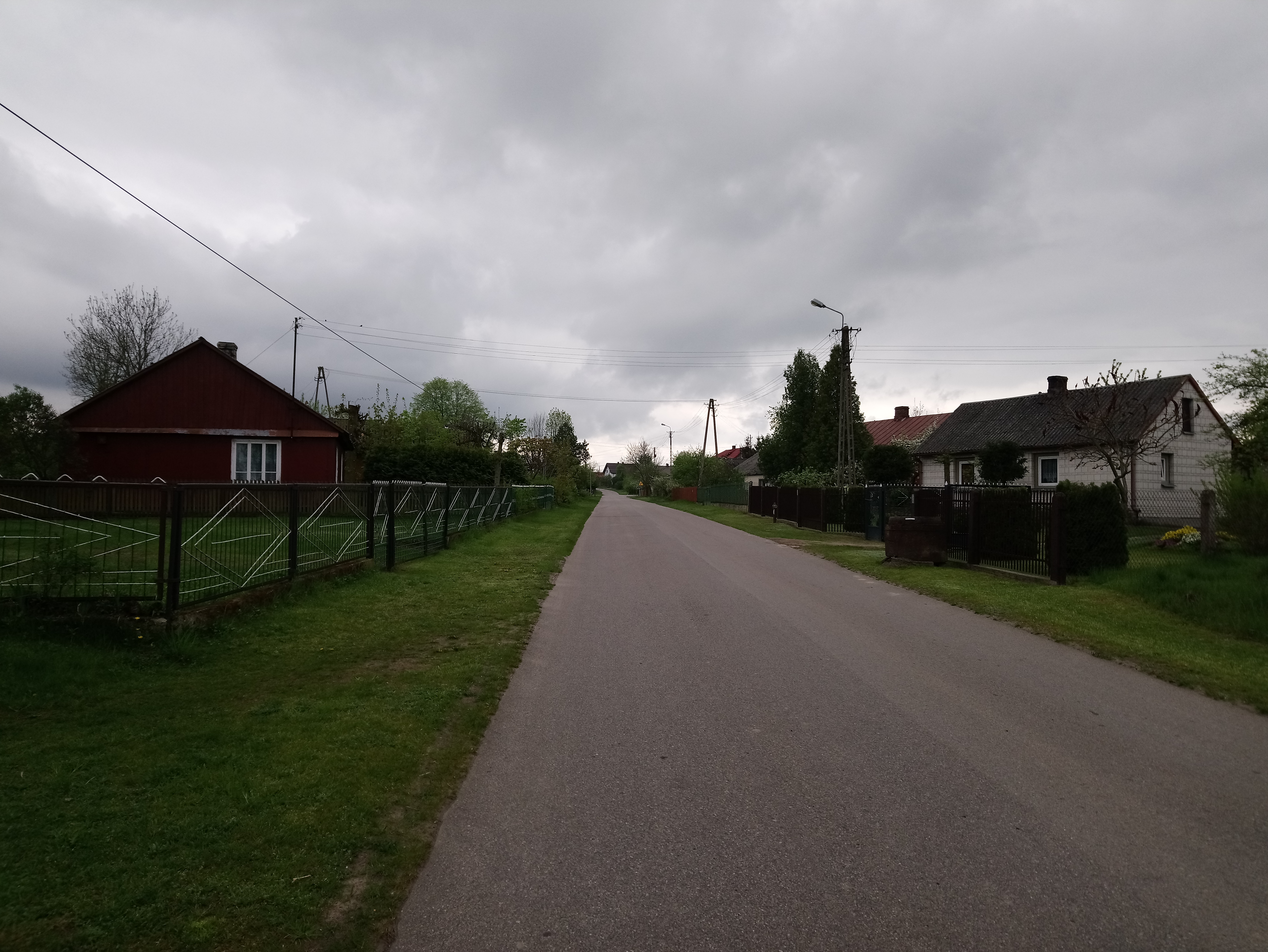
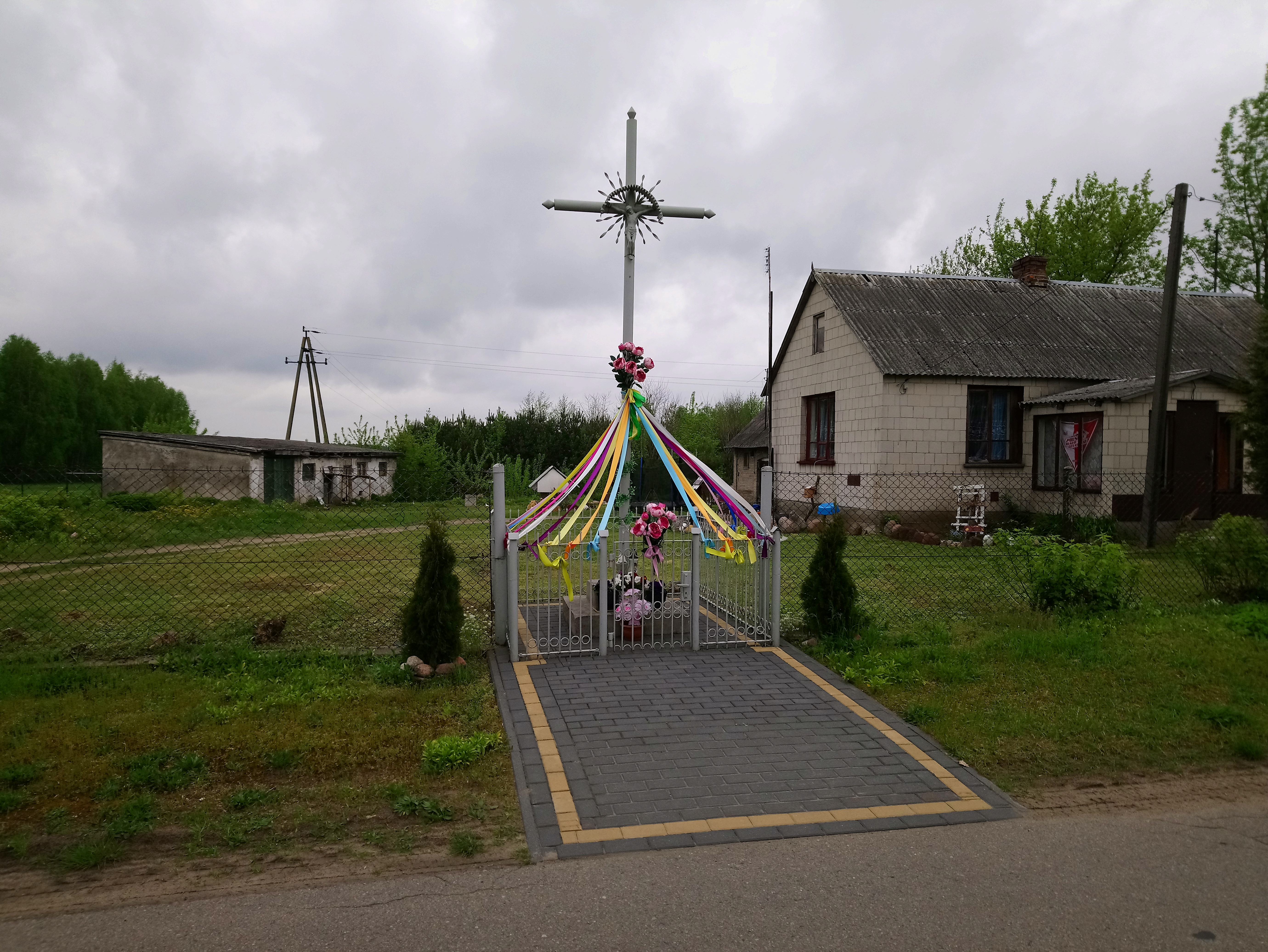
Придорожный крест
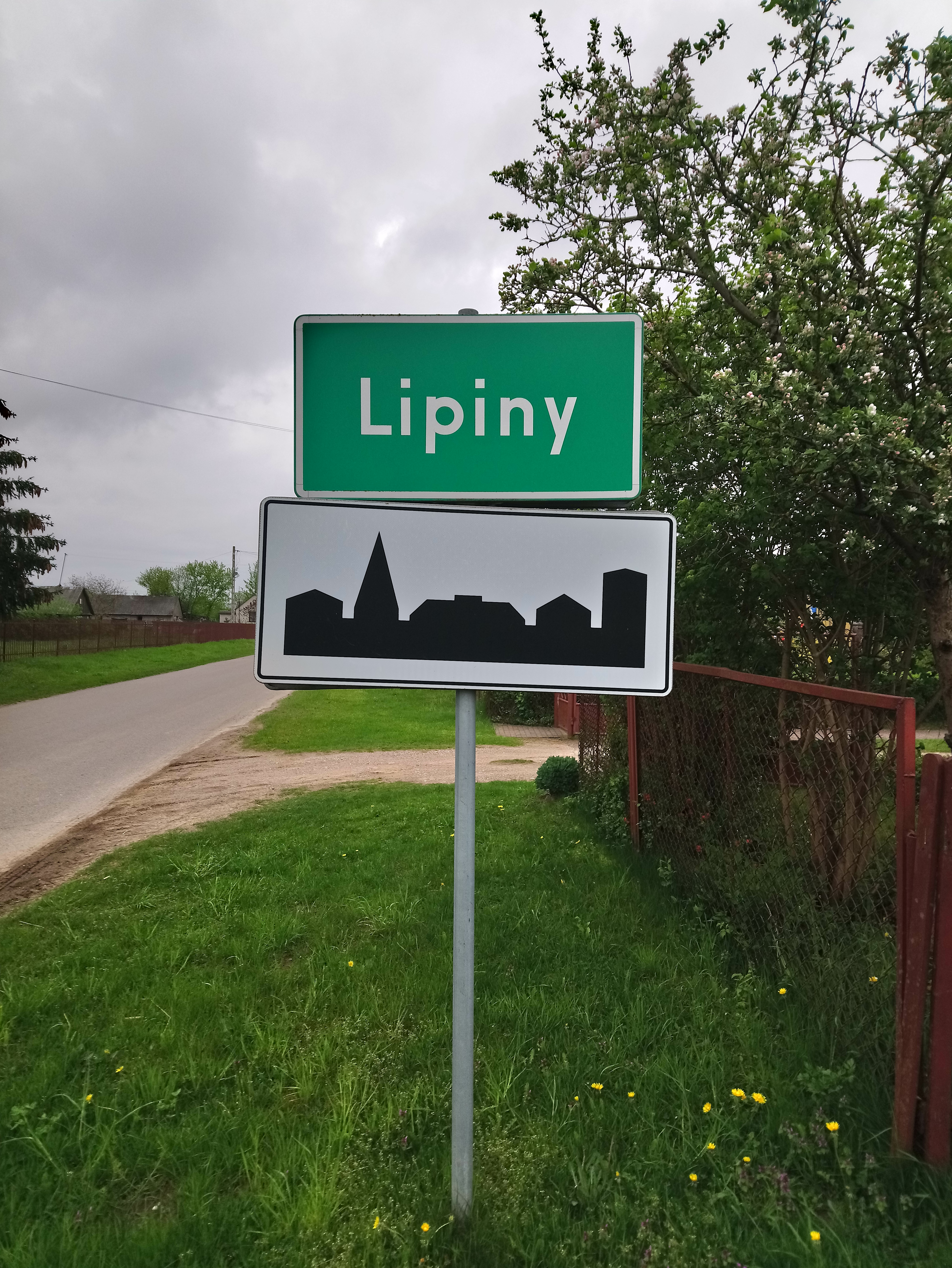